# Exposed (Mike Oldfield)
Exposed is het eerste officiële livealbum van Mike Oldfield.

## Inleiding
Oldfield, tot dan toe bekend als een teruggetrokken musicus, besloot dan toch in 1979 zijn studioalbum Incantations te promoten door middel van het geven van concerten. Een uitgebreid gezelschap met koor en orkest trok daarom door West-Europa. Er werden zonder dat de musici het wisten opnamen gemaakt, zodat er op kosten bespaard zou kunnen worden. De musici kwamen daar echter achter. De opnamen gekozen voor het album zijn afkomstig uit Spanje, Duitsland, België, Nederland, Denemarken en Engeland. Opnamen werden verricht via een mobiele opname-unit van The Manor, de geluidsstudio van Virgin Records. De platen werden uitgegeven in een quadrafonische mix; het was één van de laatste platen die volgens die standaard werden uitgegeven.
Virgin zou het album in eerste instantie in een “beperkte oplage” van 100.000 stuks willen laten persen, maar de vraag wat groter en er kwam een volledige uitgave. In Engeland zouden er destijds 60.000 exemplaren verkocht worden. Exposed stond negen weken in de Britse albumlijst met een hoogste notering op 16. De rest van Europa deed eigenlijk niet mee, alleen Duitsland kent nog een notering (tien weken met hoogste notering 43). Het album passeerde Nederland geruisloos. Jim van Alphen wijdde er in Het Parool een rubriekje aan, maar vond de studio-opnamen van deze muziek veel beter tot zijn recht komen. OOR's Pop-encyclopedie (versie 1982) wijdde er één regel aan en gaf aan de twee volgende albums van Oldfield de kwalificatie "dubieus".    

## Musici
- Mike Oldfield – gitaren
- Nico Ramsden – gitaren
- Phil Beer – gitaren, zang
- Pekka Pohjola – basgitaar
- Pierre Moerlen – drumstel, percussie
- Mike Frye – percussie
- Benoit Moerlen – percussie
- David Bedford – percussie, leider koor en orkest en teven arrangementen
- Ringo McDonough – bodhrán
- Pete Lemer, Tim Cross – toetsinstrumenten
- Maddy Prior – zang

Met orkest:
- viool: Richard Studt (orkestleider), Benedict Cruft, Elizabeth Edwards, Jane Price, Nichola Hurton, Jonathan Kahan
- altviool: Donald McVay, Pauline Mack, Danny Daggers, Melinda Daggers, Liz Butler, Ross Cohen
- cello: Nigel Warren-Green. Vanessa Park, David Bucknall, Jessica Ford
- contrabas: Nick Worters, Joe Kirby
- dwarsfluit: Sebastian Bell, Chris Nicholls
- trompet: Ray Gay, Ralph Izen, Simo Salminen, Colin Moore – trumpets
- koorstemmen: Debra Bronstein, Marigo Acheson, Emma Freud, Diana Coulson, Mary Elliott, Mary Creed, Cecily Hazell, Wendy Lampitt, Clara Harris, Emma Smith, Catherine Loewe.

## Muziek
| Nr. | Titel                       | Duur  |
| --- | --------------------------- | ----- |
| 1.  | Incantations (parts 1 en 2) | 26:30 |

| Nr. | Titel                      | Duur  |
| --- | -------------------------- | ----- |
| 1.  | Incantations (part 3 en 4) | 20:50 |

| Nr. | Titel                  | Duur  |
| --- | ---------------------- | ----- |
| 1.  | Tubular Bells (part 1) | 28:36 |

| Nr. | Titel                                                 | Duur  |
| --- | ----------------------------------------------------- | ----- |
| 1.  | Tubular Bells (part 2, behalve The sailor’s hornpipe) | 11:09 |
| 2.  | Guilty                                                | 6:22  |

## Nasleep
Het album kreeg in de loop der jaren diverse heruitgaven. Bij een algemene heruitgave van het werk van Oldfield voor Mercury Records, dat Virgin had overgenomen, werd dit album overgeslagen. Wel verscheen in 2005 onder dezelfde titel in 2005 een dvd-weergave van het concert dat het ensemble had gegeven in het Wembley Conference Centre tijdens die tournee.